# Simas Jasaitis
Simas Jasaitis, né le 26 mars 1982 à Vilnius, est un joueur lituanien de basket-ball, évoluant au poste d'arrière.

## Clubs
- 2000-2001 :  KK Sakalai
- 2001-2006 :  Lietuvos rytas
- 2006-2007 :  Maccabi Tel-Aviv
- 2007-2008 :  Tau Vitoria
- 2009-2010 :  Galatasaray Café Crown
- 2011 :  Lietuvos rytas
- 2011-2012 :  Türk Telekomspor
- 2012-2013 :  Lokomotiv Kouban-Krasnodar

## Palmarès

### Club
- Coupe Korać 2005
- Champion de Lituanie 2002, 2006
- Ligue nord européenne de basket-ball 2002
- Vainqueur de la Ligue baltique 2006
- Champion d'Espagne 2008
- EuroCoupe 2012-2013 avec le Lokomotiv Kouban-Krasnodar

### Sélection nationale
- Championnat du monde
  - 7e au Championnat du monde 2006 au Japon
- Championnat d'Europe
  - 5e au Championnat d'Europe 2005 en Serbie-Monténégro
  - International lituanien en 18 ans et moins et 20 ans et moins.